# 西可兒站
西可兒站（日语：／ Nishi Kani eki */?）是位於岐阜縣可兒市帷子新町二丁目，名古屋鐵道（名鐵）的廣見線車站。車站編號為HM03。
車站位於可兒市西邊，為低住宅區密集的地域。上下車人次與位於市中心的新可兒站相近。所有列車在此站至新可兒站之間各站停車。

## 歷史
犬山站至廣見站（現時為新可兒站）之間路線在昭和時代已經建成。由於帷子新市鎮開始建設，此車站也開始配備車站職員。在西可兒站啟用前，設有愛岐站、帷子站、春里站三站。在1969年（昭和44年）3月16日，善師野站至春里信號站之間成為雙線鐵路，此車站啟用並開始多人使用。往名城大學校園的縣道由於交通無障礙法並進行工程。
- 1925年（大正14年）4月24日 - 名古屋鐵道今渡線犬山口站至今渡站之間開通，愛岐站（日语：／）、帷子站（日语：／）和春里站（日语：／）啟用。
- 1949年（昭和24年）10月9日 - 在此之前暫停營業中的愛岐站重開，成為無人車站。
- 1952年（昭和27年）3月25日 - 帷子成為無人車站。
- 1967年（昭和42年）10月1日 - 春里成為無人車站。
- 1969年（昭和44年）3月16日 - 愛岐站、帷子站、春里站整合，於帷子站和春里站中間開設西可兒站。當時為無人車站[1]。在春里站遺址附近新設春里信號站。此外，愛岐站是位於愛岐隧道（日语：愛岐トンネル (名鉄広見線)）犬山出口（愛知縣犬山市內），實質上是已經廢止。
- 1970年（昭和45年）3月6日 - 由於成為複線鐵路，春里信號站廢止。
- 1980年（昭和55年）
  - 4月29日 - 此站設置車站職員[1]。
  - 5月22日 - 綜合車站大樓落成[2]。
- 1983年（昭和58年）3月18日 - 成為特急停車站。
- 1987年（昭和62年）5月 - 設置自動閘機[3]。
- 2007年（平成19年）
  - 8月8日 - 車站可以使用交通儲值卡「Trans Pass（日语：トランパス (交通プリペイドカード)）」。
  - 10月16日 - 發生列車進站時乘客從月台墮軌事故。
- 2011年（平成23年）2月11日 - 車站可以使用「manaca」IC卡。
- 2012年（平成24年）2月29日 - 車站不可使用交通儲值卡「Trans Pass」。

## 車站構造
車站為地面車站，設有2面2線相對式月台。車站為有人車站，設置了車站職員，同時車站職員會進行廣播（在車站集中管理系統中，會設有自動廣播系統，在無人站中的主要車站設有自動廣播的例子包括豐明站）。車站內設有LED式簡易列車資訊牌。
- 閘口：於2號月台側設有1處。整日有人車站。
- 升降機：在月台中央設有1台。
- 售票機等：自動售票機設有1台。可購買μ-Ticket（日语：ミューチケット）和直通地下鐵的車票。
- 廁所：在2號月台的新可兒一方，閘口側邊。為多用途廁所，在可兒市內的名鐵車站為首座這類型的廁所。
- 商店：在閘外曾經有Suncos（日语：サンコス），現時已經結業。遺址設有3台自動販賣機，由Suncos管理。

| 月台 | 路線                   | 上下行 | 方向                               |
| ---- | ---------------------- | ------ | ---------------------------------- |
| 1    | 廣見線（犬山〜新可兒） | 下行   | 新可兒方向                         |
| 2    | 廣見線（犬山〜新可兒） | 上行   | 犬山、名鐵名古屋、中部國際機場方向 |

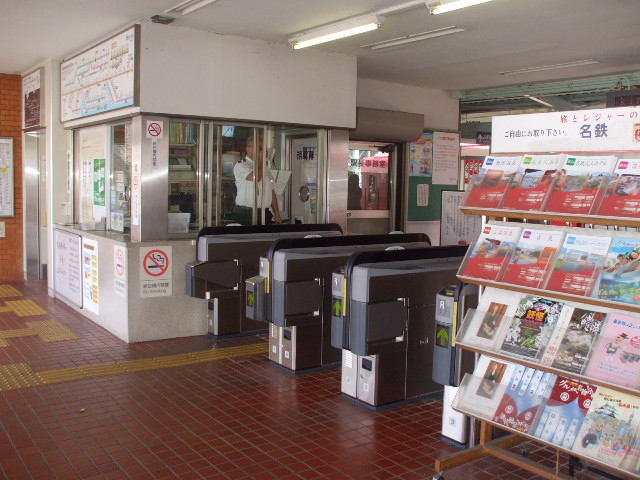
閘口
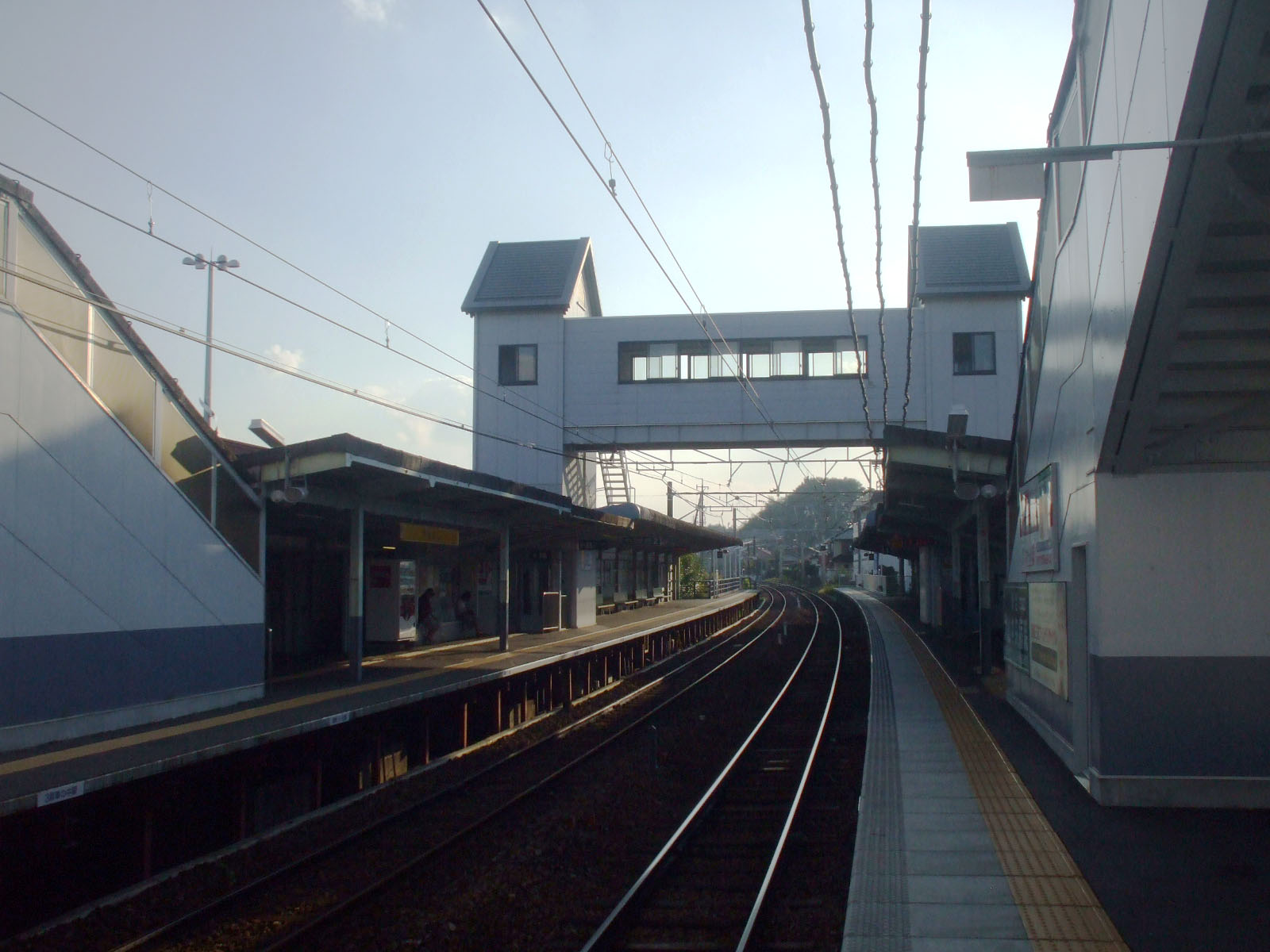
車站內
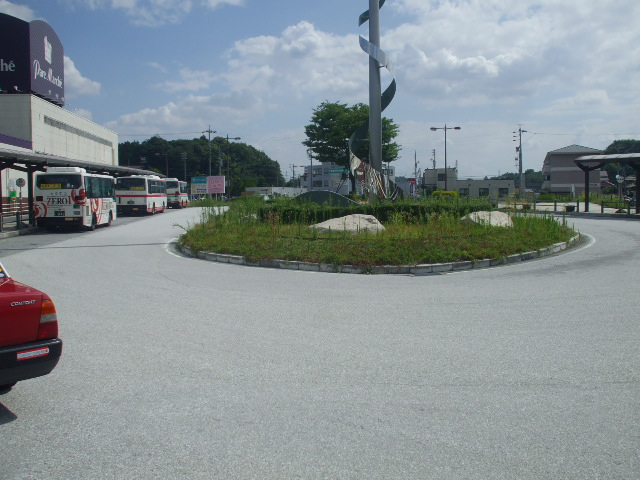
站前廣場與巴士站

### 配線圖
| ← 犬山、 名古屋方向 | 西可兒站 站内配線略圖 | → 新可兒方向 |
| 图例 参考文献：     |                       |              |

## 使用狀況
- 在中提及在2013年度，當時1日平均上下車人次為5,085人，在名鐵所有車站（275站）排名第83，廣見線（11站）中排名第2[7]。
- 在中提及在1992年度，當時1日平均上下車人次為9,006人，除岐阜市內線均一車費區間內各站（岐阜市內線、田神線、美濃町線徹明町站至琴塚站之間）外名鐵所有車站（342站）中排名第49，廣見線、八百津線（16站）中排名第2[8]。
- 根據「岐阜縣統計書」和「可兒市之統計」，在2017年度1日平均乘車人次為2,012人，以下為近年1日平均乘車人次的列表：

| 年度   | 1日平均 乘車人次 | 參考資料 |
| ------ | ---------------- | -------- |
| 2001年 | 3,860            | [ 9 ]    |
| 2002年 | 3,673            | [ 10 ]   |
| 2003年 | 3,528            | [ 11 ]   |
| 2004年 | 3,380            | [ 12 ]   |
| 2005年 | 3,330            | [ 13 ]   |
| 2006年 | 3,193            | [ 14 ]   |
| 2007年 | 3,150            | [ 15 ]   |
| 2008年 | 3,078            | [ 16 ]   |
| 2009年 | 2,853            | [ 17 ]   |
| 2010年 | 2,768            | [ 18 ]   |
| 2011年 | 2,655            | [ 19 ]   |
| 2012年 | 2,514            | [ 20 ]   |
| 2013年 | 2,537            | [ 21 ]   |
| 2014年 | 2,453            | [ 22 ]   |
| 2015年 | 2,438            | [ 23 ]   |
| 2016年 | 2,370            | [ 24 ]   |
| 2017年 | 2,012            |          |

- 在廣見線車站，使用人次值次於犬山站和新可兒站。在過去使用人次多於新可兒站，但是近年在周邊社區高齡化使人次顯著減少，在2015年度低於新可兒站。此外也有許多名城大學都市情報學部學生使用此站，但是大學於2017年遷移至名古屋市後關閉。

## 車站周邊
- Palais Marche西可兒（日语：パレマルシェ西可児）（步行1分鐘）
- valor（日语：バロー (チェーンストア)）西可兒店（步行8分鐘）
- 三洋堂書店（日语：三洋堂書店）（步行8分鐘）
- 100圓購物 Watts（步行5分鐘）
- 西可兒站前郵局（步行6分鐘）
- 十六銀行（日语：十六銀行）
  - 西可兒分店（步行3分鐘）
  - 西可兒分店、Pare Marche（日语：パレマルシェ）西可兒出張所
  - 西可兒分店、valor西可兒店出張所
- 三菱日聯銀行
  - 多治見支店、Pare Marche（日语：パレマルシェ）西可兒出張所
- 大垣共立銀行（日语：大垣共立銀行）
  - 西可児出張所
  - 西可兒分店、valor西可兒店出張所
- 東濃信用金庫（日语：東濃信用金庫）
  - 西可兒分店
  - 西可兒分店、valor西可兒店出張所
- 藥妝店V drug（步行5分鐘）
- 國道41號（名濃繞道（日语：名濃バイパス））
- 車站附近設有長坂、光陽台、愛岐丘、若葉台、虹丘、鳩吹台、綠、清水丘、美里丘、日本萊茵等大型團地，設有以下巴士路線前往各團地。

## 巴士路線
- 東濃鐵道巴士（東鐵巴士）春里線（往長坂團地、往光陽台經愛岐丘、往綠團地經鳩吹台）。
  - 以上路線曾經由名鐵巴士營運並可以使用Tran Pass，在轉讓給東鐵巴士後不能再使用Tran Pass。此外，曾經設有巴士路線往小世界（日语：リトルワールド）。另外，名鐵巴士中心與可兒市之間設有都市之間高速巴士，並在此站附近通過，沒有在此站前經過或停站。
- 皋月巴士（日语：可児市コミュニティバス）巡回西部線。

## 相鄰車站
名古屋鐵道
  廣見線（犬山〜新可兒）
□μ-SKY、■特急、
犬山（TY15）－西可兒（HM03）－可兒川（HM04）
■普通
善師野（HM02）－西可兒（HM03）－可兒川（HM04）

## 外部連結
- 西可兒 - 名古屋鐵道